# Teven Jenkins
Teven Bradlee Jenkins (Topeka, 3 marzo 1998) è un giocatore di football americano statunitense che milita nel ruolo di offensive tackle per i Chicago Bears della National Football League (NFL).

## Carriera

### Chicago Bears
Jenkins al college giocò a football alla Oklahoma State University-Stillwater. Fu scelto dai Chicago Bears nel corso del secondo giro (39º assoluto) del Draft NFL 2021. Fu inserito in lista infortunati il 1º settembre 2021 dopo essersi sottoposto a un'operazione chirurgica alla schiena. Tornò nel roster attivo il 4 dicembre e debuttò negli special team nella gara contro gli Arizona Cardinals il 5 dicembre. Scese in campo per la prima volta in attacco nella settimana 14 dopo che il tackle sinistro Jason Peters subì un infortunio. La settimana successiva disputò la prima gara come titolare contro i Minnesota Vikings. La sua stagione da rookie si concluse con 6 presenze, di cui 2 come titolare.